# Затеевский переулок
Зате́евский переу́лок — переулок в Томске. Проходит от улицы Никитина до проспекта Фрунзе.

## История
Название переулка может быть определённо связано с крупной местной домовладельцей — Анастасией Затеевой.
В 1885—1888 годах в переулке вместе с семьёй жил высланный в Томск на три года известный впоследствии русский писатель К. М. Станюкович (1843—1903).
В 1925 году рекомендовалось переименовать Затеевский переулок в переулок Белинского по близлежащей улице Белинского, но это не было осуществлено.